# 그래픽
그래픽(graphic, 문화어: 도형처리, 도형학, 그라픽)은 그리스어 낱말  (그라피아)에서 온 것으로, 상품화, 정보 제공, 일러스트레이트, 엔터테인먼트를 위한, 벽, 캔버스, 컴퓨터 화면, 종이, 돌과 같은 어떠한 표면에 보여 줄 시각 표현이다. 이를테면 사진, 드로잉, 라인 아트, 그래프, 다이어그램, 타이포그래피, 숫자, 기호, 기하학 디자인, 지도, 도면, 기타 이미지를 들 수 있다. 그래픽은 이따금씩 문자열, 일러스트레이션, 빛깔을 포함하고 있기도 하다. 그래픽 디자인은 다른 요소가 포함되어 있지 않은 책, 브로슈어, 포스터, 웹사이트와 같이 타이포그래피 자체만의 섬세한 선택, 제작, 배열을 이루고 있다. 그래픽은 기능적일 수도 있고 예술적일 수도 있다.

## 그래픽의 예

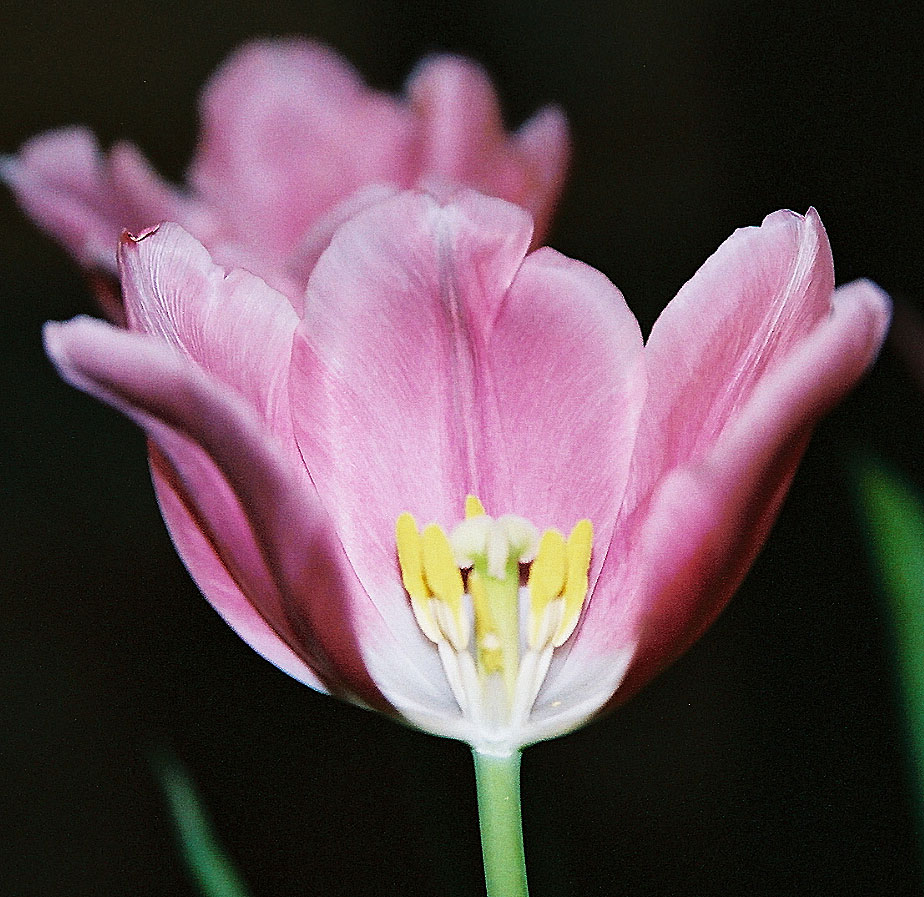
사진
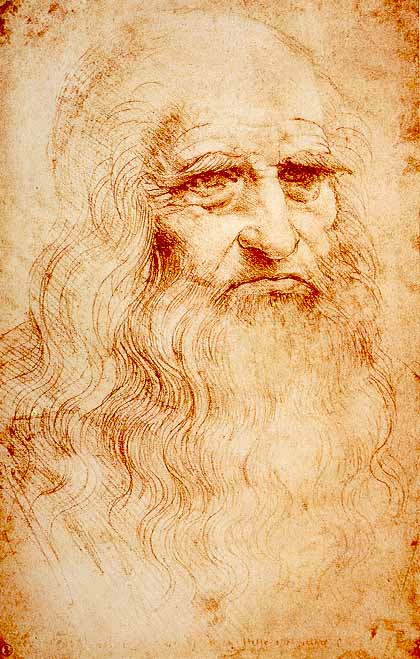
드로잉

## 같이 보기
- 정치 만화